# Елвін Тоффлер
Елвін Тоффлер (англ. Alvin Toffler; 4 жовтня 1928, Нью-Йорк, США – 27 червня 2016, Лос-Анджелес, США) — американський письменник, соціолог та футуролог, один з авторів концепції «Інформаційної цивілізації».
В його основних роботах викладено тезу про те, що людство переходить до нової технологічної революції, тобто на зміну першої хвилі аграрної цивілізації і другої (індустріальної цивілізації) приходить нова, яка веде до створення надіндустріальної інформаційної цивілізації. Тофлер попереджує про нові складнощі, соціальні конфлікти і глобальні проблеми, з якими зіткнеться людство на переході між XX і XXI століттями.

## Короткий життєпис
Народився в Нью-Йорку, в єврейській родині емігрантів з Польщі, з раннього дитинства мріяв стати письменником. Під час вивчення філології в. Нью-Йоркському університеті познайомився зі своєю майбутньою дружиною Гейді Фаррел (Adelaide Elizabeth "Heidi" Farrell), яка також належала до політично активних студентів. Після  отримання у 1949 р. диплому бакалавра Елвін Тоффлер з метою пізнання зсередини індустріальних та соціальних процесів вивчився на зварювальника і п'ять років працював на заводах у Пенсильванії, пишучи у вільний час разом з дружиною поезію і прозу, а також статті до профспілкової преси. Потім три роки був вашингтонським кореспондентом пенсільванської щоденної газети. У 1959 повернувся до Нью-Йорку на запрошення журналу «Fortune», членом редакційної колегії якого став. З 1965 p. E. Тоффлер працює лектором у ряді американських університетів, таких як Корнельський університет та Нова школа соціальних досліджень, бере участь у діяльності Фонду імені Рассела Сейджа та Інституту вивчення майбутнього. В 1968—1983 роках Тоффлер постійно запрошувався як експерт і консультант із проблем стратегічного розвитку до найбільших американських корпорацій — фонд Рокфеллера, IBM, AT&T та ін.
Всесвітнє визнання принесли Тоффлеру його роботи з найактуальніших проблем, що постали перед сучасною цивілізацією. Серед них необхідно виокремити такі як «Футурошок» (1970), «Споживачі культури» (1973), «Доповідь про екоспазм» (1975), «Третя хвиля» (1980), «Передбачення та передумови» (1983), «Адаптивна корпорація» (1985), «Метаморфози влади» (1990). Дві роботи написані ним у співавторстві з дружиною X. Тоффлер («Війна та антивійна. Досвід виживання на порозі XXI століття» (1993) та "Створюючи нову цивілізацію: політика у суспільствах «третьої хвилі») (1995)). Книги Е. Тоффлера характеризуються у першу чергу публіцистичним напруженням, виклад нових концептуальних положень поєднується у них з простотою подачі матеріалу та описом великої кількості парадоксальних ситуацій. Це викликає як відносно відсторонене ставлення до нього з боку академічних кіл, так і величезний успіх у читацької аудиторії. Наприклад, праці «Футурошок» та «Третя хвиля» перекладені понад двадцятьма мовами і видані накладом близько 6 млн примірників кожна.
Елвін та Гейді Тоффлери відзначені рядом академічних нагород та премій. Е. Тоффлер — почесний професор шести американських університетів, член американської Асоціації за розвиток наукових досліджень; його робота «Футурошок» (або «Зіткнення з майбутнім») відзначена французькою премією за найкращу закордонну книгу, а автор удостоєний французького Ордена мистецтв та літератури. Пані Хейді Тоффлер за її внесок у розвиток соціальних наук відзначена почесною медаллю Президента Італії. Елвін та Гейді Тоффлери ,були одружені впродовж 50 років. 

## Наукові ідеї
У своїх роботах Тоффлер констатує наявність кризових явищ в індустріальній системі, які пов'язано з тим, що індустріальний світ вступає в нову стадію історичного розвитку, стадію технотронної цивілізації, котра вже не піддається законам індустріалізму. Просування до «нового суспільства» відбувається в процесі розвитку суперіндустріальної цивілізації.
Прогнозуючи майбутнє, Е. Тоффлер розробив кілька моделей. Так, у праці «Третя хвиля. Від індустріального суспільства до гуманнішої цивілізації» (1980) крах індустріалізму він пов'язує з послідовною зміною «хвиль перемін»: аграрна хвиля цивілізації, індустріальна хвиля цивілізації, хвиля комп'ютерів, комунікацій та утвердження суперіндустріалізму.
Аналогічні ідеї розвиває Е. Тоффлер і в праці «Передбачення та передумови» (1983), хоча тут особливу увагу він звертає на формування різних структур інформаційного суспільства. У праці «Метаморфози влади» (1990) Е. Тоффлер майбутнє пов´язує із побудовою цілісної гуманної цивілізації, перехід до якої відбудеться шляхом революції влади, яку він називає однією із найважливіших революцій, вона є рушійною силою багатьох змін. Основним фактором «революції влади» є знання.

## Хвильова концепція розвитку суспільства
В книзі «Третя хвиля» Тофлер описує три типи суспільства, використовуючи алегорію хвилі. Кожен новий тип суспільства наче хвиля виштовхує попередній на узбіччя історії.
- Перша хвиля — це суспільство після аграрної революції, що прийшло на зміну первісним мисливцям-збирачам.
- Основними рисами суспільства другої хвилі є: нуклеарна сім'я; система освіти, створена на зразок промислового виробництва; і корпорації.

Таке суспільство є індустріальним і базується на масовому виробництві, масовому розповсюдженні, масовому споживанні, масовій освіті, засобах масової інформації, масовому відпочинку, масовому дозвіллі і зброї масового знищення. Якщо поєднати ці речі з стандартизацією, централізацією, концентрацією і синхронізацією, отримаємо стиль організації, яку називаємо бюрократією.
- Третя хвиля — це постіндустріальне суспільство, риси якого можна спостерігати у розвинутих країнах, починаючи з середини 50-х рр. ХХ ст. Для характеристики цього суспільства Тофлер підбирає багато слів, а також терміни придумані іншими людьми. Наприклад — інформаційне суспільство, що передбачає демасифікацію, різноманітність, виробництво продукції базованої на знаннях, і прискорення змін.

В цьому постіндустріальному суспільстві існує різноманітність стилів життя (субкультури); адгократії (гнучкі, поліморфні об'єднання), що швидко пристосовуються до змін. Інформація може замістити собою більшість матеріальних ресурсів, і стає основним матеріалом для працівників (когнітаріїв замість пролетаріїв).

## Концепції і термінологія
- Хвильова концепція розвитку суспільства Елвіна Тофлера
- Футурошок
- Просьюмеризм
- Практопія

## Основні роботи
- A Future Shock (1970), на рос. пер. Шок будущего (2001).
- The Eco-Spasm Report (1975).
- The Third Wave (1980), на рос. пер. Третья волна (1999).
- Previews and Premises (1983).
- The Adaptive Corporation (1985).
- Power Shift: Knowledge, Wealth, and Violence at the Edge of the 21st Century (1990), на рос. пер. Метаморфозы власти. Знание, богатство и сила на пороге XXI века (2003).
- War and Anti-War: Survival at the Dawn of the 21st Century (1993, в соавторстве с Х. Тоффлер), на рос. пер. Война и антивойна. Что такое война и как с ней бороться. Как выжить на рассвете XXI века (2005).
- Creating a New Civilization: The Politics of the Third Wave (1995), на рос. пер. «Создание новой цивилизации. Политика Третьей волны» (1996).
- Revolutionary Wealth (2006), на рос. пер. Революционное богатство (2007)

## Переклади українською мовою
- Елвін Тоффлер. Третя хвиля / Перекладач: Андрій Євса, за редакцією Віктора Шовкуна. — Київ : Видавничий дім «Всесвіт», 2000. — 480 с. — 1000 прим. — ISBN 966-95607-2-1.

- Тоффлер Е. Нова парадигма влади. Знання, багатство й сила / Перекладач: Наталка Бордукова. — Харків : Акта, 2007. — 688 с. — ISBN 966-7021-48-3.

- Елвін Тоффлер (переклад Оксани Дащаківської). Іміджмейкери // Ї. — Вип. число 32/2004. Архівовано з джерела 30 жовтня 2007. Процитовано 9 вересня 2010.

## Переклади російською мовою
- Тоффлер Э.,Тоффлер Х. Создание новой цивилизации. Политика Третьей волны. — Новосибирск : Сибирская молодежная инициатива, 1996.
- Тоффлер Э. Третья волна. — М. : АСТ, 1999. — 784 с.
- Тоффлер Э. Метаморфозы власти. — М. : АСТ, 2003. — 669, [3] с. — (Philosophy)
- Тоффлер Э. Шок будущего. — М. : АСТ, 2001. — 560 с.
- Тоффлер Э. Третья волна. — М. : АСТ, 2004. — 784 с.
- Тоффлер Э. Война и антивойна. — М. : АСТ, 2005. — 416 с.
- Тоффлер Э.,Тоффлер Х. Революционное богатство: Как оно будет создано и как оно изменит нашу жизнь / Пер. з англ. М. Султановой, Н. Цыркун. — М. : АСТ, 2008. — 569 с.